# 섀넬 워크먼
섀넬 워크먼(Shanelle Workman, 1978년 8월 3일 ~ )은 미국의 배우, 성우이다.